# Malapert (Mondkrater)
Malapert ist ein Einschlagkrater auf der Mondvorderseite in der Nähe des Südpols.
Der Krater liegt südwestlich des Kraters Scott und nordöstlich von Cabeus.
Der langgestreckte, unregelmäßig geformte Krater ist stark erodiert. Auch das Innere, das aufgrund der Lage in Südpolnähe die meiste Zeit im Schatten liegt, ist von zahlreichen Folgeeinschlägen zerfurcht. Der Krater ist sehr alt, seine Entstehungszeit wird der pränektarischen Periode zugerechnet.
Malapert hat sechs Nebenkrater.
| Buchstabe | Position           | Durchmesser | Link |
| --------- | ------------------ | ----------- | ---- |
| A         | 80,19° S, 3,46° W  | 33 km       |      |
| B         | 78,78° S, 2,93° W  | 33 km       |      |
| C         | 80,97° S, 9,93° O  | 39 km       |      |
| E         | 83,97° S, 20,25° O | 24 km       |      |
| F         | 81,53° S, 14,7° O  | 11 km       |      |
| K         | 78,66° S, 6,21° O  | 32 km       |      |

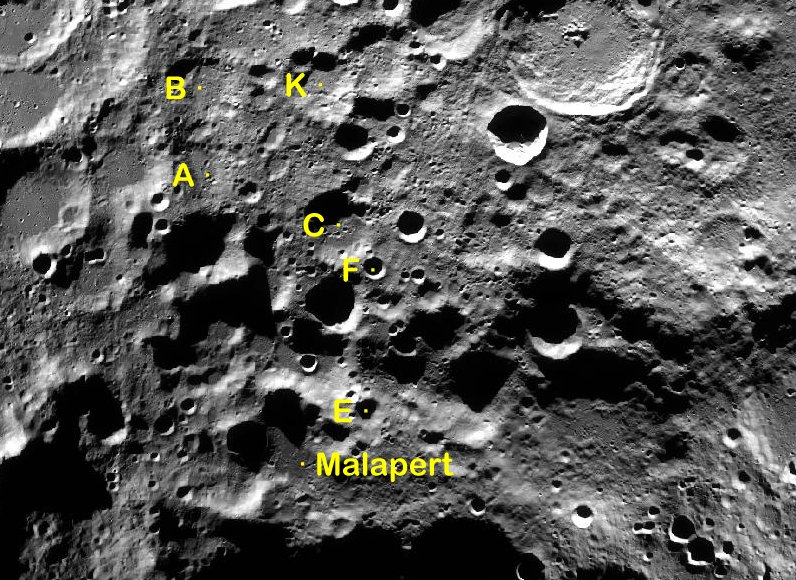
Malapert und seine Nebenkrater

Der Krater wurde 1935 von der IAU nach dem belgischen Jesuiten und Astronom Charles Malapert offiziell benannt.
Am 22. Februar 2024 landete der Lander "Odysseus" der IM-1-Mission ganz in der Nähe von Malapert A, genauer bei 80° 7′ 40,1″ S, 1° 26′ 6″ O.